# Olejníkov
Olejníkov es un municipio del distrito de Sabinov en la región de Prešov, Eslovaquia, con una población estimada a final del año 2024 de 675 habitantes.
Se encuentra ubicado en el centro-oeste de la región, en el valle del río Torysa (cuenca hidrográfica del río Tisza).

## Demografía
| Año        | 1994 | 2004     | 2014     | 2024     |
| ---------- | ---- | -------- | -------- | -------- |
| Población  | 277  | 357      | 454      | 675      |
| Diferencia |      | +28,88 % | +27,17 % | +48,67 % |

| Año        | 2023 | 2024    |
| ---------- | ---- | ------- |
| Población  | 642  | 675     |
| Diferencia |      | +5,14 % |